# Însemnele imperiale ale Sfântului Imperiu Roman

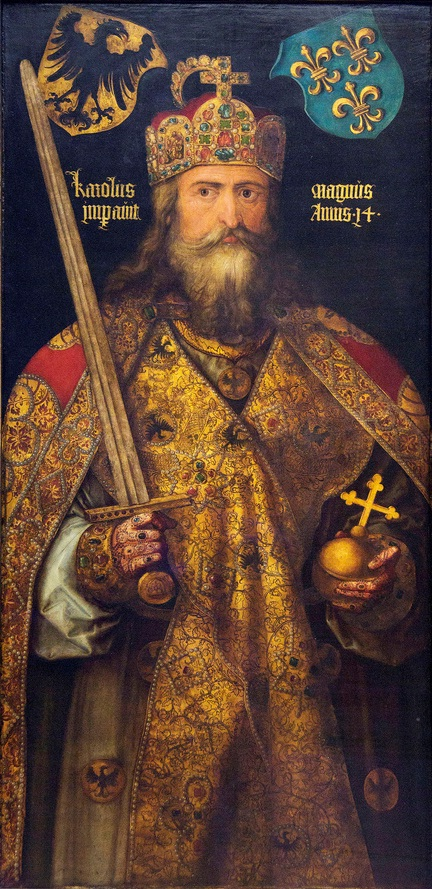
Carol cel Mare, purtând însemnele imperiale. Portret imaginar executat de Albrecht Dürer (1512).

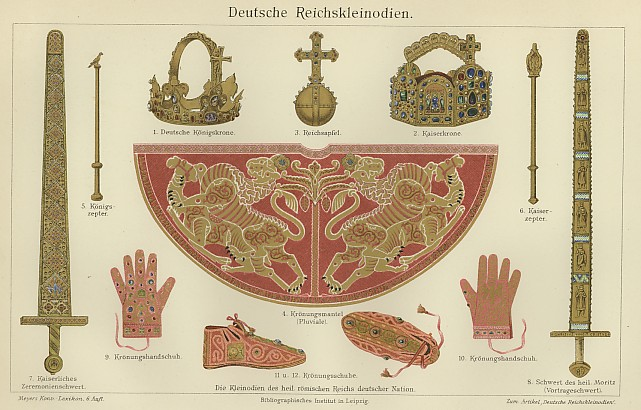
Însemnele imperiale, desen colorat din 1909

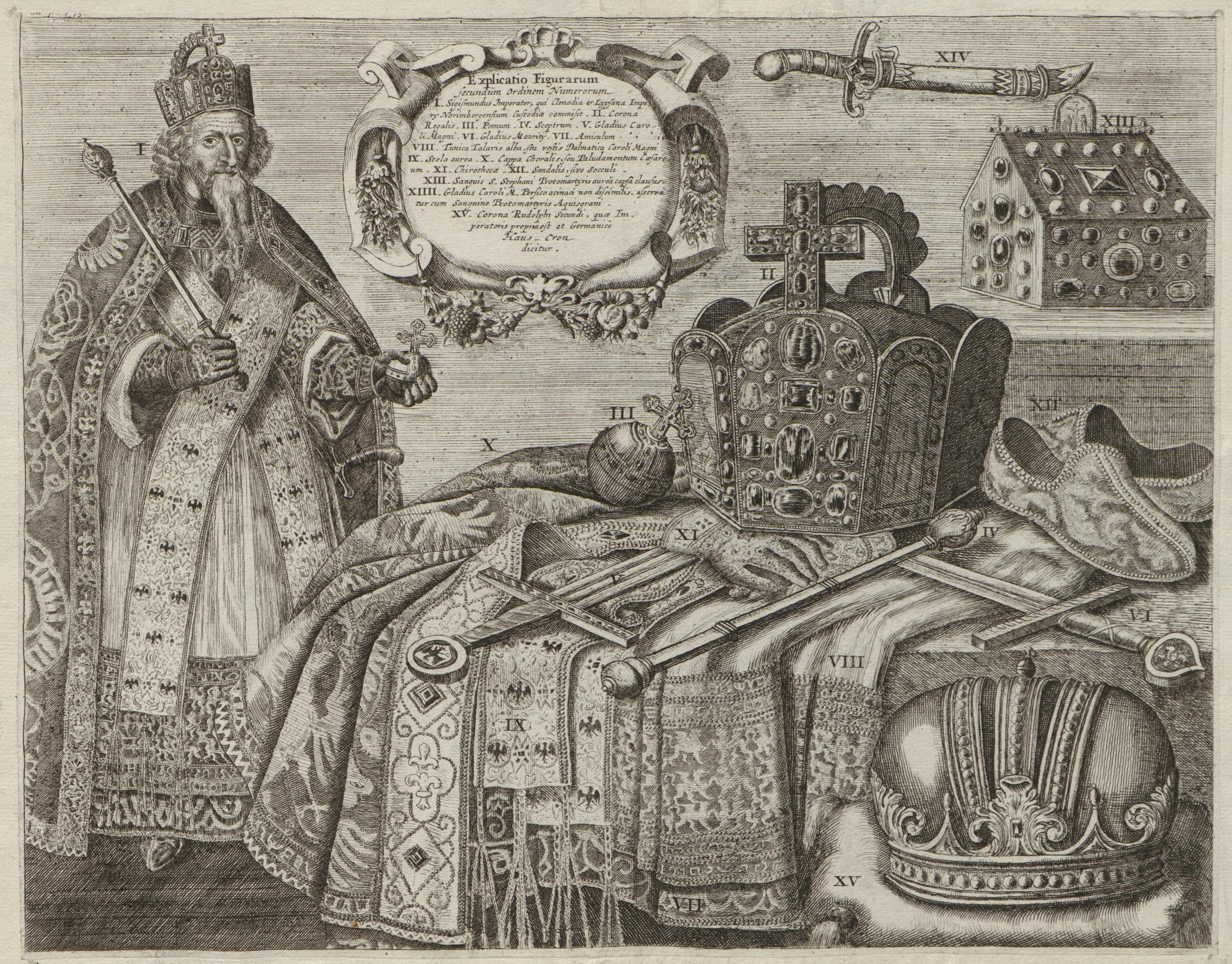
„Ilustrația ornatelor imperiale și a altor însemne”, grafică pe banda adezivă Nr. 16 a Bibliotecii Princiare de Waldeck din Castelul Arolsen

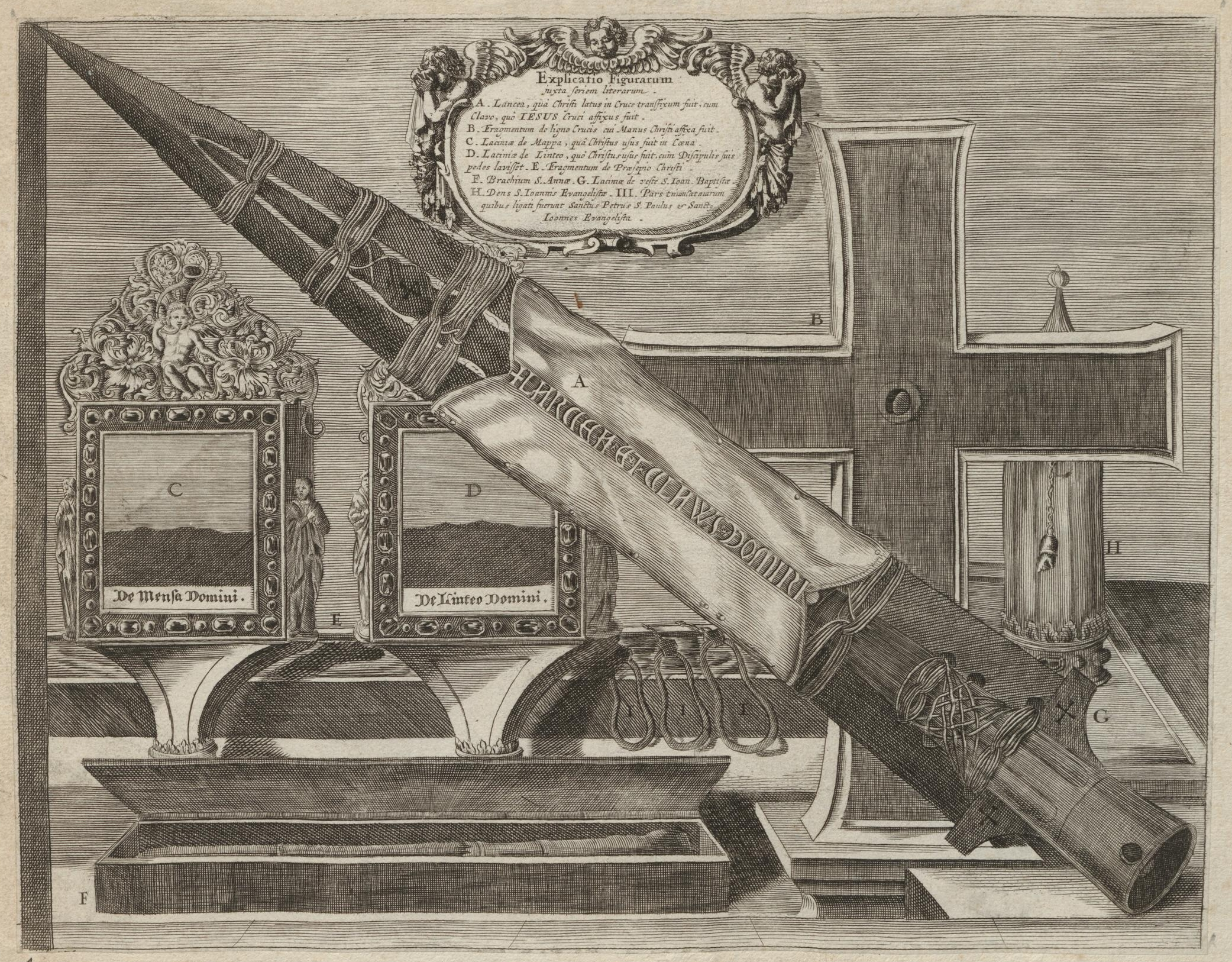
„Ilustrația marilor relicve de la Nürnberg“ cu Sfânta Lance.

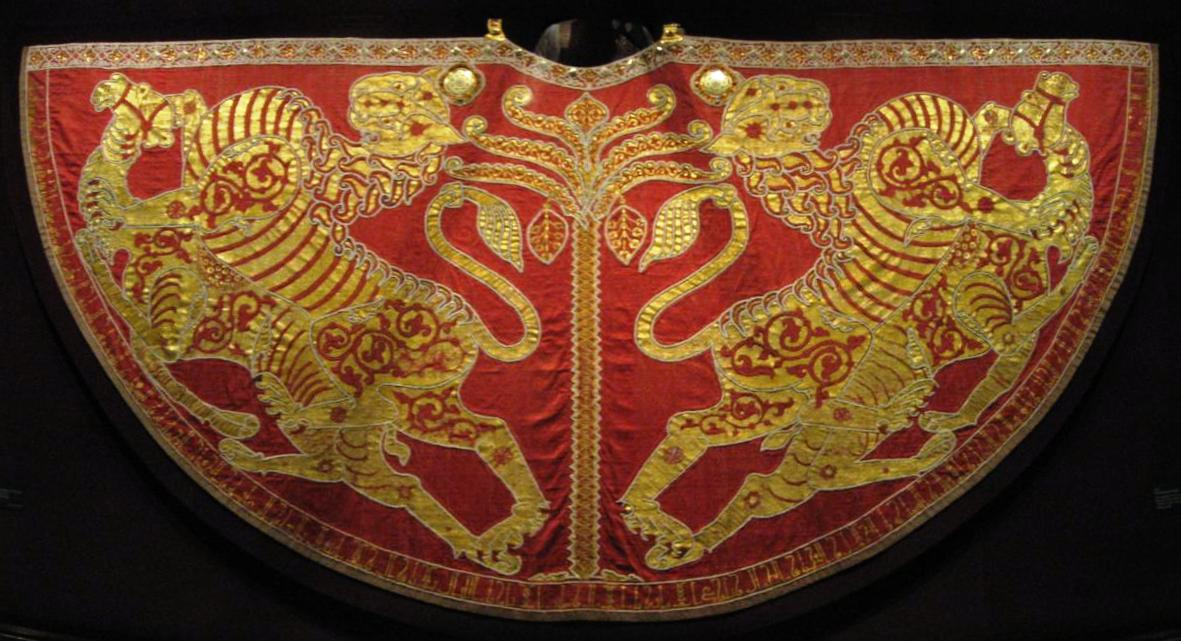
Mantia încoronării

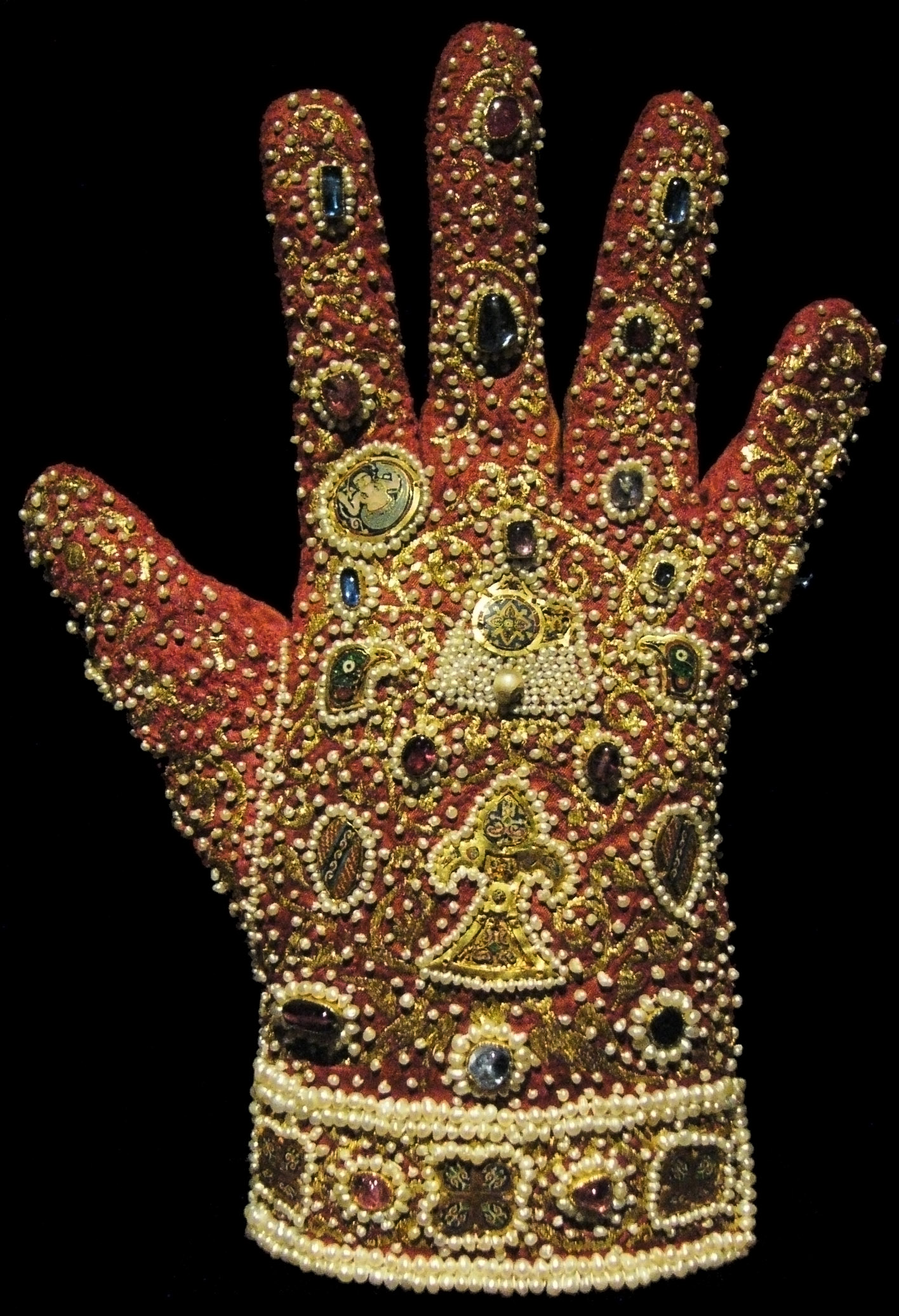
O mănușă (Palermo, înainte de 1220)

Însemnele imperiale (în germană Reichskleinodien, în traducere directă „nestematele imperiului”; cunoscute și ca Reichsinsignien — „însemnele imperiului” sau ca Reichsschatz — „tezaurul imperiului”) sunt simbolurile autorității împăratului și regelui Sfântului Imperiu Roman. Cele mai importante părți ale acestor însemne sunt Coroana Sfântului Imperiu Roman, sceptrul, globus cruciger (în germană Reichsapfel), Sfânta Lance, crucea imperială și sabia imperială. Vreme de secole acestea s-au găsit în Spitalul Spiritului Sfânt din Nürnberg, iar astăzi se găsesc în camera tezaurului imperial din Palatul Hofburg, la Viena.
Însemnele imperiale sunt singurul tezaur de încoronare din Evul Mediu care s-a păstrat aproape intact.

## Istoric
Însemnele imperiale își au obârșia la Carol cel Mare, cuceritor al unui vast și puternic imperiu, consacrat de autoritatea papală în anul 800, din care făceau parte, printre altele, Franța, Germania și Italia de astăzi, însă tradiția germanică se ancorează pornind de la domnia lui Otto cel Mare.
După sfârșitul Sfântului Imperiu în 1806, însemnele imperiului au fost reinvestite de coroana austriacă, apoi au făcut obiectul unei dispute și au servit ca instrumente propagandistice în momentul formării celui de-al Treilea Reich.